# Efferia dilecta
Efferia dilecta är en tvåvingeart som först beskrevs av Walker 1855.  Efferia dilecta ingår i släktet Efferia och familjen rovflugor. Inga underarter finns listade i Catalogue of Life.